# Колосова Наталія Феоктистівна
Колосова Наталія Феоктистівна (нар. 31 жовтня 1932, Харків — пом. 28 жовтня 2010, Харків) — український бібліограф, кандидат педагогічних наук (1978), професор (1989).

## Життєпис
Народилася в родині службовців. У юні роки втратила батька, якого було репресовано. Виховувалась матір’ю, яка працювала медсестрою-радіологом.  Під час Другої світової війни перебувала з нею в евакуації у смт Тальменка Алтайського краю. Мати працювала у військовому шпиталі, Наталя продовжувала навчання в школі. 
1944 року родина повернулася до Харкова, де Наталя з відзнакою закінчила 7 класів.  У 1947 році вступила до Харківського технікуму підготовки культосвітніх працівників, який з відзнакою закінчила 1950 року. По закінченні була зарахована на факультет бібліографії Харківського бібліотечного інституту. 
1954 року з відзнакою закінчила Харківський бібліотечний інститут. Трудову діяльність розпочала 1954 року у Харківській державній науковій бібліотеці імені В. Г. Короленка, де працювала у довідково-бібліографічному відділі бібліографом, потім старшим бібліографом.
Від 1963 року почала працювати старшим викладачем кафедри бібліографії у бібліотечному інституті. У 1966—1979 роках завідувач кафедри технічних бібліотек і наукової інформації.
1979 року очолила кафедру галузевого бібліографознавства, 1989 року отримала звання професора.

## Наукова діяльність
Наприкінці 1960-х –  початку 1970-х років Н. Колосова розробила новий навчальний курс «Бібліографія технічної літератури», разом з необхідним навчально-методичним забезпеченням – програмами, методичними рекомендаціями та посібниками. Згодом підготувала і видала навчальний посібник «Организация технической библиографии в СССР и библиографическое обеспечение техники» (1986).
Н. Колосова є авторкою навчальних курсів, як: «Бібліографія природознавчої, технічної і сільськогосподарської літератури», «Бібліограф – укладач бібліографічних посібників». Методичні матеріали з цих курсів неодноразово оновлювалися та перевидавалися.
Під час роботи у Харківській державній науковій бібліотеці імені В. Г. Короленка була серед укладачів 4 та 5 томів біобібліографічного словника «Українські письменники». Вона була ініціаторкою і науковою керівницею науково-дослідної теми: «Бібліографія бібліографії Української РСР (1976—1980)». За матеріалами якої спільно з Книжковою палатою УРСР ім. І.Федорова був виданий перший в Україні державний ретроспективний покажчик «Бібліографічні посібники УРСР. 1976—1980».
1978 року у Московському державному інституті культури захистила кандидатську дисертацію за темою «Бібліографічне і типологічне дослідження технічної книги Української РСР (1926–1932 рр.)», здобувши вчений ступінь кандидата педагогічних наук. У 1982 р. Н. Колосовій присудили вчене звання доцента. У 1989 р. вона отримала атестат професора (першою серед випускників бібліотечного факультету ХДІК). 
Упродовж багатьох років була членом вчених рад ХДІК та Книжкової палати УРСР ім. І. Федорова; членом редколегії наукового збірника «Бібліотекознавство та бібліографія», а також членом Всесоюзної навчально-методичної ради Міністерства культури СРСР, членом Комісії з підготовки бібліотечних кадрів Міністерства культури УРСР. 

## Праці
Наталія Колосова є авторкою понад 80 наукових та навчально-методичних праць. 
- Українські письменники : біобібліогр. слов. у 5 т. – Т. 4. Радянська література. А–К / відпов. ред. Л. М. Новиченко ; уклали Н. Ф. Колосова  [та ін.]. – Київ : Держ. вид-во худож. літ., 1965. – 844 с.

- Українські письменники : біобібліогр. слов. у 5 т. – Т. 5. Радянська література. Л–Я / відпов. ред. С. А. Крижанівський ; уклали Н. Ф. Колосова  [та ін.]. – Київ : Держ. вид-во худож. літ., 1965. – 855 с.

- Довідково-бібліографічна робота технічних бібліотек : метод. розробка з курсу «Бібліографія технічної літератури» для студентів від-ня техн. б-к / Н. Ф. Колосова ; М-во культури УРСР, Харків. держ. ін-т культури. – Харків : ХДІК, 1968. – 24 c.

- Видання технічної літератури на Україні (1917–1940). – Вип. 1. 1917–1925 роки : конспект лекцій для студентів-заочників / Н. Ф. Колосова. – Харків, 1970. – 26 c.

- Библиография технической литературы : темат. план и метод. указ. для студентов-заочников отд-ния техн. б-к Харьков. гос. ин-та культуры ; [сост. Н. Ф. Колосова]. – Харьков : ХГИК, 1972. – 61 c.

- Библиография технической литературы : прогр. и метод. указ. Харьков. гос. ин-та культуры ; [сост. Н. Ф. Колосова]. – Харьков : ХГИК, 1977. – 50 c.

- Библиографическое и типологическое исследование технической книги Украинской ССР (1926–1932 гг.) : автореф. дис. ... канд. пед. наук : (05.25.03) / Н. Ф. Колосова ; науч. рук. А. Я. Черняк, офиц. оппоненты В. Н. Довгопол, А. Э. Иоффе ; Москов. гос. ин-т культуры, Харьков. гос. ин-т культуры, Всесоюз. кн. палата. – Москва, 1978. – 23 с.

- Организация технической библиографии в СССР и библиографическое обеспечение техники : учеб. пособие / Н. Ф. Колосова ; Харьков. гос. ин-т культуры. – Харьков : ХГИК, 1986. – 122 с.

- Українсько-російський і російсько-український словник бібліотечних та бібліографічних термінів / уклад.: Н. Ф. Колосова, В. К. Удалова ; Харків. держ. ін-т культури. – Харків : ХДІК, 1992. – 30 с.

- Бібліографія науково-технічної сфери : навч. посіб. / Н. Ф. Колосова ; Харків. держ. ін-т культури, Ф-т бібліотекознавства та інформатики, Каф. бібліографознавства.  – Харків, 1998. – 66 c.

- Бібліографічна підготовка фахівців вищої кваліфікації у Харківській державній академії культури // Вісн. Харків. акад. культури : зб. наук. пр. – 2000. – Вип. 3. – С. 180–189.

- Первое издательство технической литературы Украинской ССР // Научные и технические библиотеки СССР. 1980. № 7
- Сучасні проблеми бібліографії в Україні // Культура України : Історія і сучасність. Х., 1992.
- Бібліограф Євген Шевченко // Бібл. вісн. — 1995. — No 3. — С. 29–31
- Бібліографія технічної бібліотеки як засіб вивчення бібліографічної продукції України з питань техніки // Культура України : зб. ст. — Х., 1996. — Вип. 3. — С. 149—158.